# Мадхья-Прадеш
Ма́дхья-Праде́ш (хинди मध्य प्रदेश, «Центральный регион»; англ. Madhya Pradesh) — штат в центральной части Индии. Население 72 597 565 человек (6-й в стране). Столица — город Бхопал.
Другие крупные города — Гвалиор, Индаур, Джабалпур. Основной язык — хинди.

## География

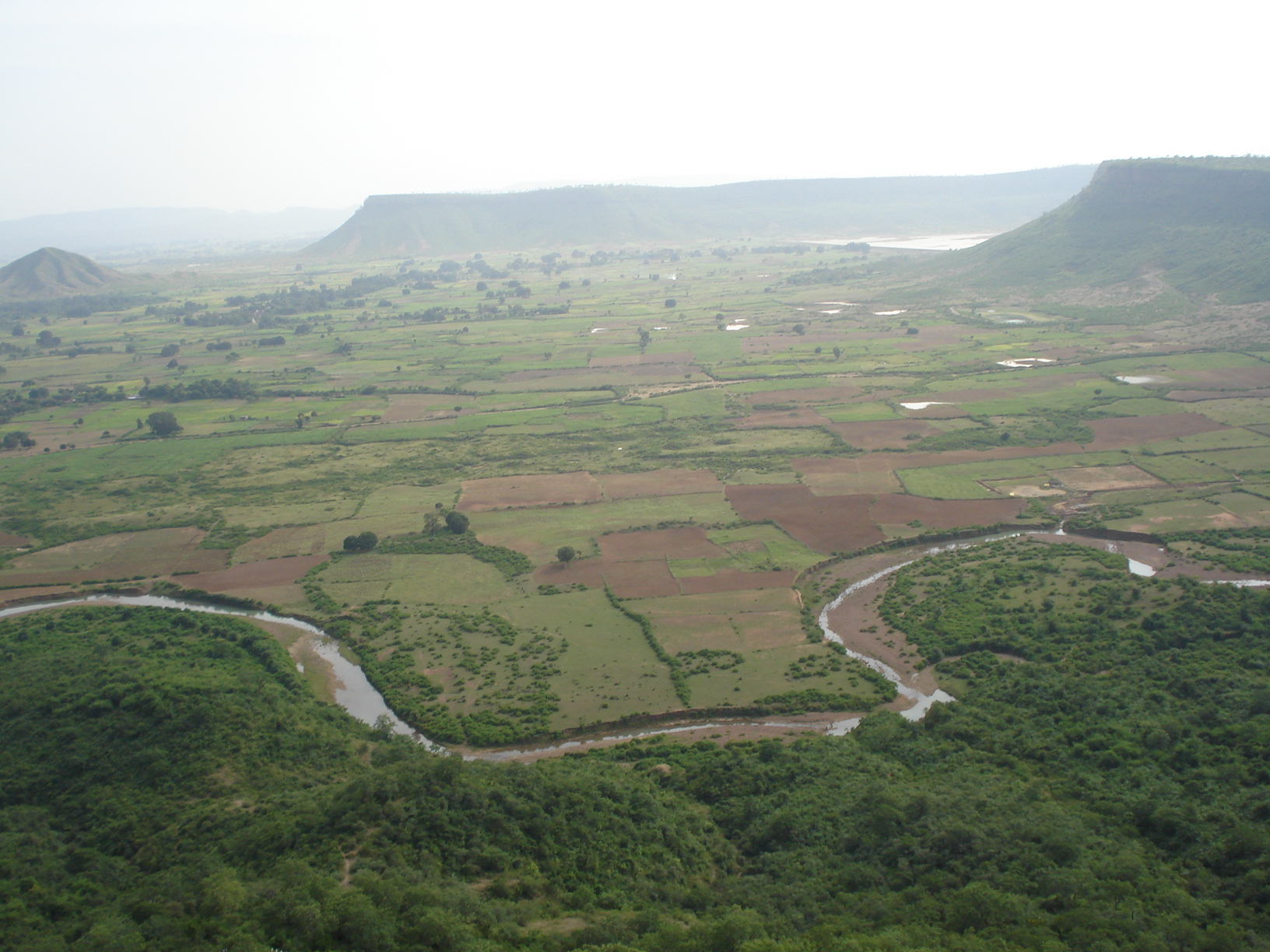
Вид на окрестности города Майхар

Площадь штата — 308 000 км² (2-й по площади в стране) — до выделения из его состава в 2000 г. штата Чхаттисгарх Мадхья-Прадеш был крупнейшим по площади в стране. Граничит со штатами Гуджарат (на западе), Раджастхан (на северо-западе), Уттар-Прадеш (на северо-востоке), Чхаттисгарх (на востоке), Махараштра (на юге).
Штат находится на водоразделе Бенгальского залива и Аравийского моря. К бассейну первого относятся притоки Ганга, Маханади и Годавари, второго — Нармада и Тапти. Лесистость составляет 31 %.

### Климат
Климат региона характеризуется как тропический, отличается жарким и засушливым летом (апрель — июнь), периодом муссонов (июль — сентябрь) и прохладной и сравнительно засушливой зимой. Среднегодовой уровень осадков составляет около 1370 мм, уменьшается с востока на запад. Таким образом, на крайнем юго-востоке этот показатель достигает 2150 мм, а на северо-западе может быть менее 1000 мм.

### Флора и фауна

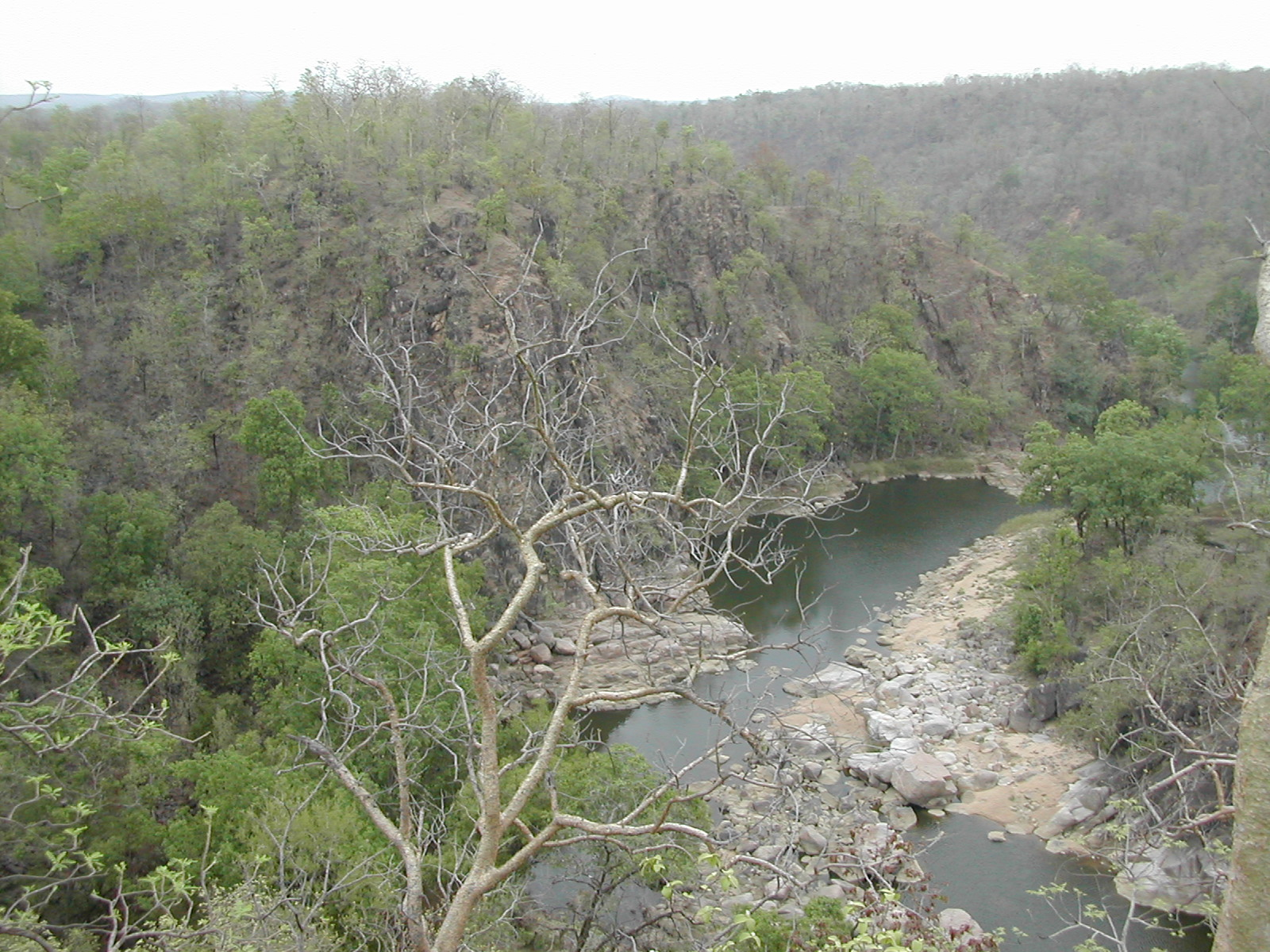
Леса Мадхья-Прадеш

Леса штата составляют около 31 % от его площади, основные представители флоры включают такие виды, как тик, сал, лаура индийская (томентоза), птерокарпус мешковидный, галдина, босвеллия, филлантус эмблика, кассия трубчатая, акация катеху, дендракаламус гигантский (вид бамбука) и др.
Фауна включает такие виды, как: индийский тигр, гаур, аксис, индийский замбар, нильгау, индийская газель, мунтжаки, барасинга, гиена, леопард, красный волк, четырёхрогая антилопа и др.
На территории штата находятся 9 национальных парков и 25 заповедников, которые занимают общую площадь 10 862 км², что составляет 11,4 % от площади лесов Мадхья-Прадеш или 3,52 % от общей площади штата.
Национальные парки включают:
- Канха: 940 км²
- Бандхавгарх: 437 км²
- Мадхав: 354 км²
- Санджай: 467 км²
- Ван Вихар: 4,45 км²

- Панна: 543 км²
- Сатпура: 524 км²
- Пенч: 293 км²
- Фоссил: 0,27 км²

## История

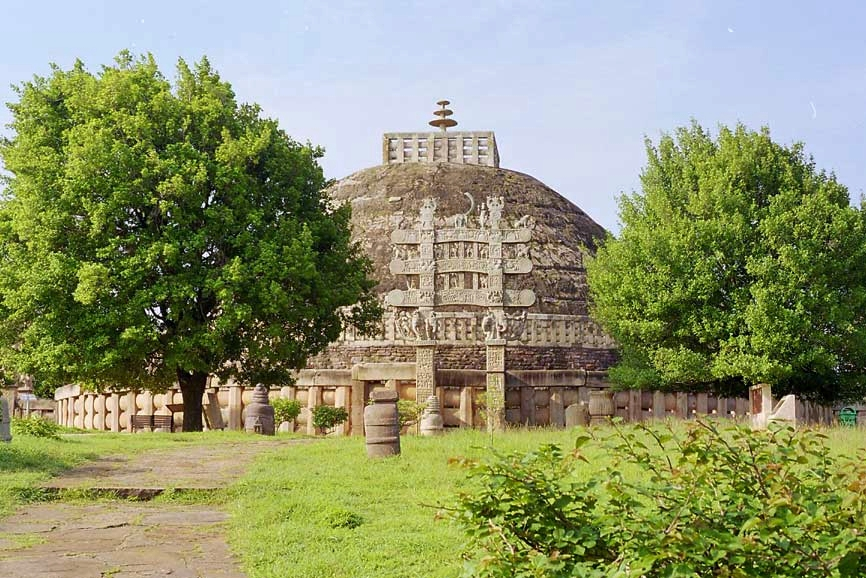
Ступа в Санчи

В центре долины Нармады, в 40 км северо-восточнее Хошангабада, находится местонахождение Нармада, где был обнаружен череп Homo erectus (Narmada Skull Cap), сходный также с Homo helmei.
В долине реки Сон каменная индустрия Леваллуа в местонахождении Дхаба (Dhaba locality) оставалась неизменной в период с 79,6 ± 3,2 тыс. л. н. до 65,2 ± 3,1 тыс. л. н., даже после извержения вулкана Тоба ~74 тыс. л. н. Каменная индустрия из Дхабы сильно напоминает каменные орудийные комплексы Африки (африканский средний каменный век (MSA)), Аравии, а также самые ранние артефакты Австралии. Технология Леваллуа отсутствует в Дхабе выше слоя E, датируемого возрастом 47,5 ± 2,0 тыс. л. н. Около 48 тыс. л. н. в Дхабе появилась микролитическая технология. Заключительный период заселения участков Дхаба 2 и 3 датируется возрастом 37 тыс. лет назад.
С 321 года до н. э. по 185 год до н. э. нынешняя территория штата входила в состав империи Маурьев, созданной Чандрагуптой. Город Удджайн, расположенный на северо-западе штата, был одним из важнейших городов империи.
В IV—V веках н. э. северная Индия была вновь объединена — под властью Гуптов. В дальнейшем наступил период феодальной раздробленности, хотя северная часть штата находилась в XIII—XIV веках под властью могущественного Делийского султаната. К середине XV века большая часть нынешней территории штата вошла в состав Малавского султаната.

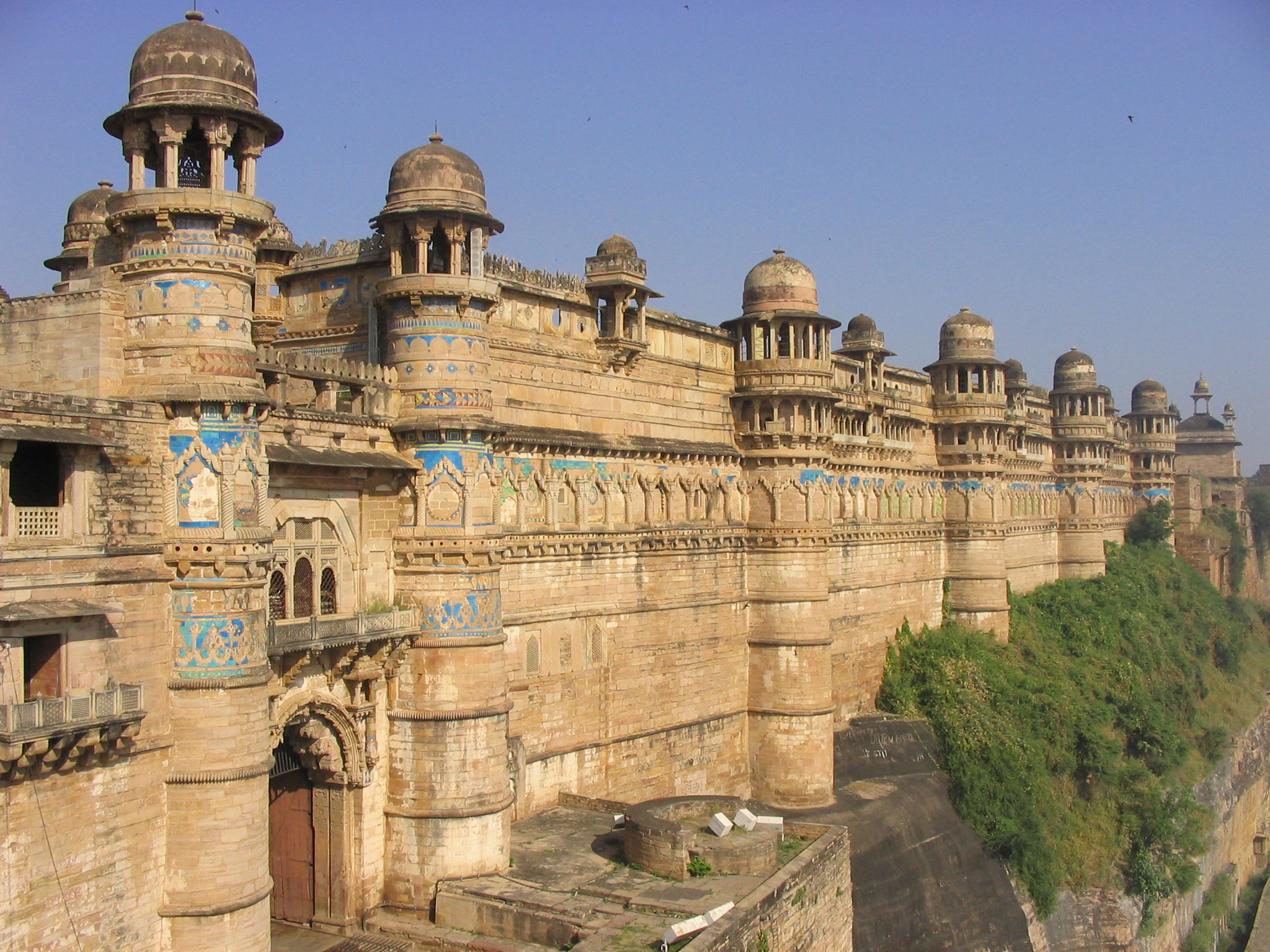
Гвалиорская крепость.

К началу XVI века большая часть штата находилась под властью гвалиорского махараджи и гуджаратского султана. В середине XVI века эти территории вошли в состав империи Великих Моголов (при Акбаре Великом). После смерти в 1707 году императора Аурангзеба влияние Моголов начало ослабевать, и контроль над штатом установили племена маратхов (основное население современного штата Махараштра). Однако в результате трёх англо-маратхских войн их сменили британцы — основная часть штата вошла в Британскую Индию на правах княжества.
В 1861 году южная часть штата вошла в состав Центральных провинций Британской Индии.
Сам штат был сформирован после обретения Индией независимости из бывших британских Центральных провинций и туземных княжеств Макраи и Чхаттисгарх; столицей штата стал город Нагпур. В 1956 году, в соответствии с Актом о реорганизации штатов, штаты Бхопал, Мадхья-Бхарат и Виндхья-Прадеш были присоединены к штату Мадхья-Прадеш, новой столицей которого стал город Бхопал; одновременно с этим маратхоязычный регион Видарбха с бывшей столицей Нагпуром был передан из Мадхья-Прадеш в состав штата Бомбей. 1 ноября 2000 года из Мадхья-Прадеш был выделен штат Чхаттисгарх.

## Административно-территориальное деление
Список округов Мадхья-Прадеш
Штат включает в себя 50 округов:
- Алираджпур (создан в 2008 году)
- Ануппур (создан в 2003 году)
- Ашокнагар (создан в 2003 году)
- Балагхат
- Барвани (создан в 1998 году)
- Бетул
- Бурханпур (создан в 2003 году)
- Бхинд
- Бхопал (создан в 1973 году)
- Видиша
- Гвалиор
- Гуна
- Дамох (создан в 1950-е годы)
- Датия
- Девас
- Джабалпур
- Джхабуа
- Диндори (создан в 1998 году)
- Дхар
- Индор
- Катни (создан в 1998 году)
- Кхандва
- Кхаргон
- Мандла
- Мандсаур

- Морена
- Нарсингхпур (создан в 1950-е годы)
- Нимуч (создан в 1998 году)
- Панна
- Раджгарх
- Райсен
- Ратлам
- Рева
- Сагар
- Сатна
- Сеони (создан в 1950-е годы)
- Сехор
- Сидхи
- Синграули (создан в 2008 году)
- Тикамгарх
- Удджайн
- Умария (создан в 1998 году)
- Харда (создан в 1998 году)
- Хошангабад
- Чхатарпур
- Чхиндвара
- Шаджапур
- Шахдол
- Шеопур (создан в 1998 году)
- Шивпури

## Население

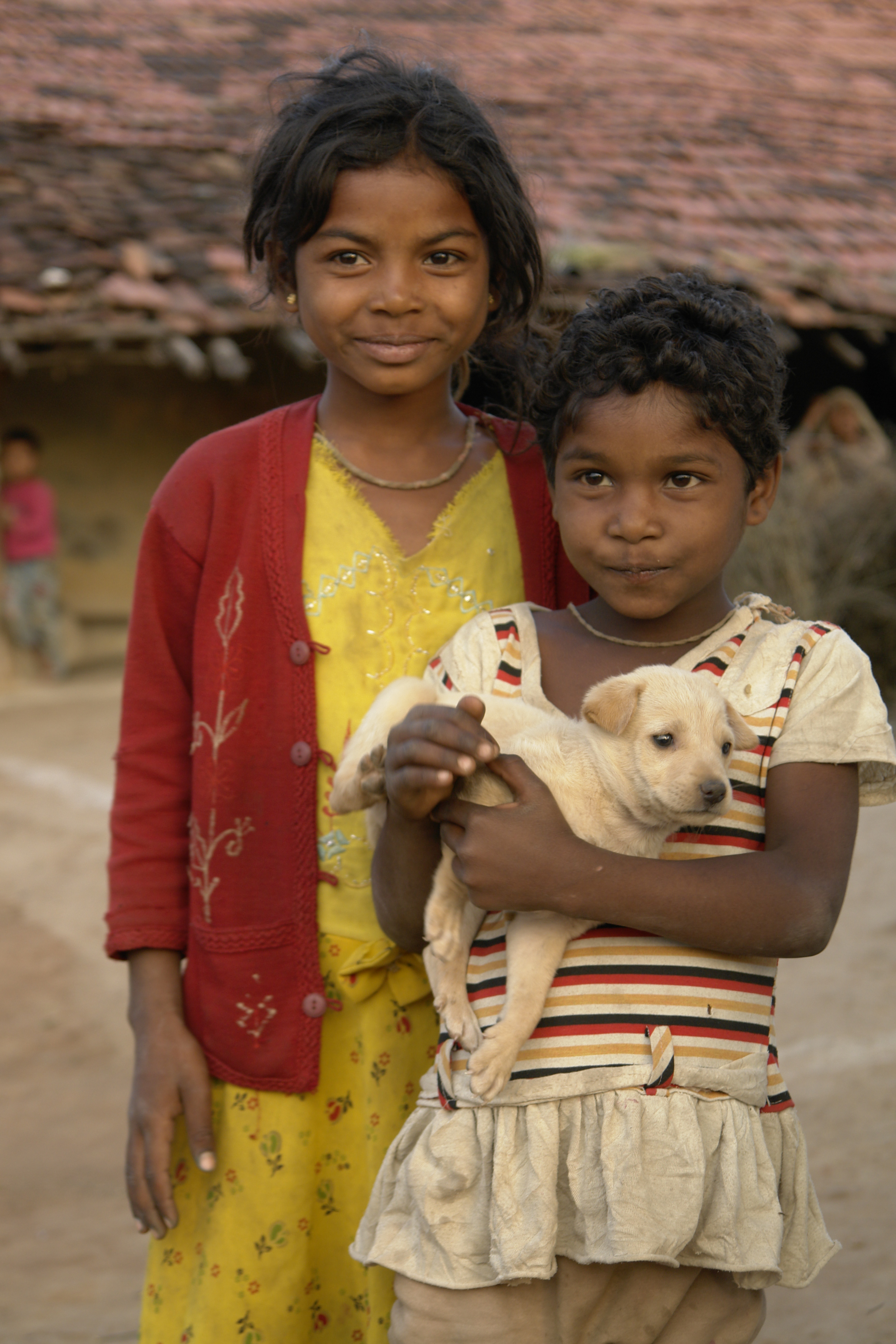
Дети народа бхилы

По данным на 2011 год население штата составляет 72 597 565 человек. По данным на 2000 год, 91,1 % населения исповедует индуизм; 6,4 % — ислам; 0,9 % — джайнизм; 0,3 % — христианство; 0,3 % — буддизм. Этническая картина представлена множеством племён, которые включают народы байга, бхадия, бхилы, гонды, каул, корку, малто, мария, сахария. Около 87,32 % населения говорит на хинди; 4,93 % — на бхили; 2,1 % — на маратхи; 1,97 % — на урду; 1,53 % — на гонди.
По данным переписи населения 2001 года уровень грамотности в Мадхья-Прадеш составлял 63,74 %.
Динамика численности населения:
- 1951 — 18 615 000 чел.
- 1961 — 23 218 000 чел.
- 1971 — 30 017 000 чел.
- 1981 — 38 169 000 чел.
- 1991 — 48 566 000 чел.
- 2001 — 60 348 000 чел.
- 2011 — 72 598 000 чел.

Крупныe города:
- Индаур: 1 597 441 чел.
- Бхопал: 1 433 875 чел.
- Джабалпур: 951 469 чел.
- Гвалиор: 826 919 чел.
- Удджайн: 429 933 чел.
- Сагар: 232 321 чел.

## Политика
Бхаратия Джаната Парти находится у власти в штате с 2003 года, когда Ума Бхарти привела её к победе на очередных выборах в ассамблею. В дальнейшем, однако, ряд скандалов и внутрипартийная борьба привели сначала к уходу Бхарти с поста главного министра штата, а затем и к её исключению из рядов БДП.
Список губернаторов штата:
- 1956—1957: Паттабхи Ситарамайя
- 1957—1965: Харивинаяк Патаскар
- 1965—1966: К. Ч. Редди
- 1966: П. В. Диксит
- 1966—1971: К. Ч. Редди
- 1971—1977: С. Н. Синха
- 1977—1978: Н. Н. Ванчу
- 1978—1980: Ч. М. Пунача
- 1980—1981: Б. Д. Шарма
- 1981: Г. П. Сингх
- 1981—1983: Б. Д. Шарма
- 1983: Г. П. Сингх
- 1983—1984: Б. Д. Шарма

- 1984—1987: К. М. Чанди
- 1987: Н. Д. Оджха
- 1987—1989: К. М. Чанди
- 1989—1990: Сарла Гревал
- 1990—1993: М. А. Хан
- 1993—1998: Мохаммад Сафи Куреши
- 1998—2003: Бхай Махавир
- 2003—2004: Рам Пракаш Гупта
- 2004: К. М. Сетх
- 2004—2009: Балрам Джакхар
- 2009—2011: Рамешвар Тхакур
- с 2011: Рам Нареш Ядав

Мадхья-Прадеш — штат, в котором действует закон, запрещающий убивать коров под страхом тюремного заключения сроком до семи лет.
На парламентских выборах 2018 года победу одержал ИНК.

## Экономика

### Промышленность
Традиционная отрасль промышленности — хлопчатобумажная. Развиты также машиностроение и металлообработка, производство стройматериалов. Завод по производству минеральных удобрений в Бхопале приобрёл печальную известность в 1983 году, когда в результате утечки ядовитого газа погибло около 3-х тысяч жителей города.
На востоке штата выращивают рис, в центральной части — пшеницу, на западе — просо. Возделывают также хлопчатник и масличные культуры. Шелководство.

### Туризм
Руководство штата предпринимает усилия по развитию туризма. Иностранные туристы в данном регионе неоднократно становились жертвами преступлений. После получившего международный резонанс изнасилования туристки из Швейцарии в 2013 году главный министр штата объявил о намерении создать туристическую полицию.
В 2016 году на территории штата открылся первый в мире сафари-парк белых тигров площадью 25 га.

## Культура

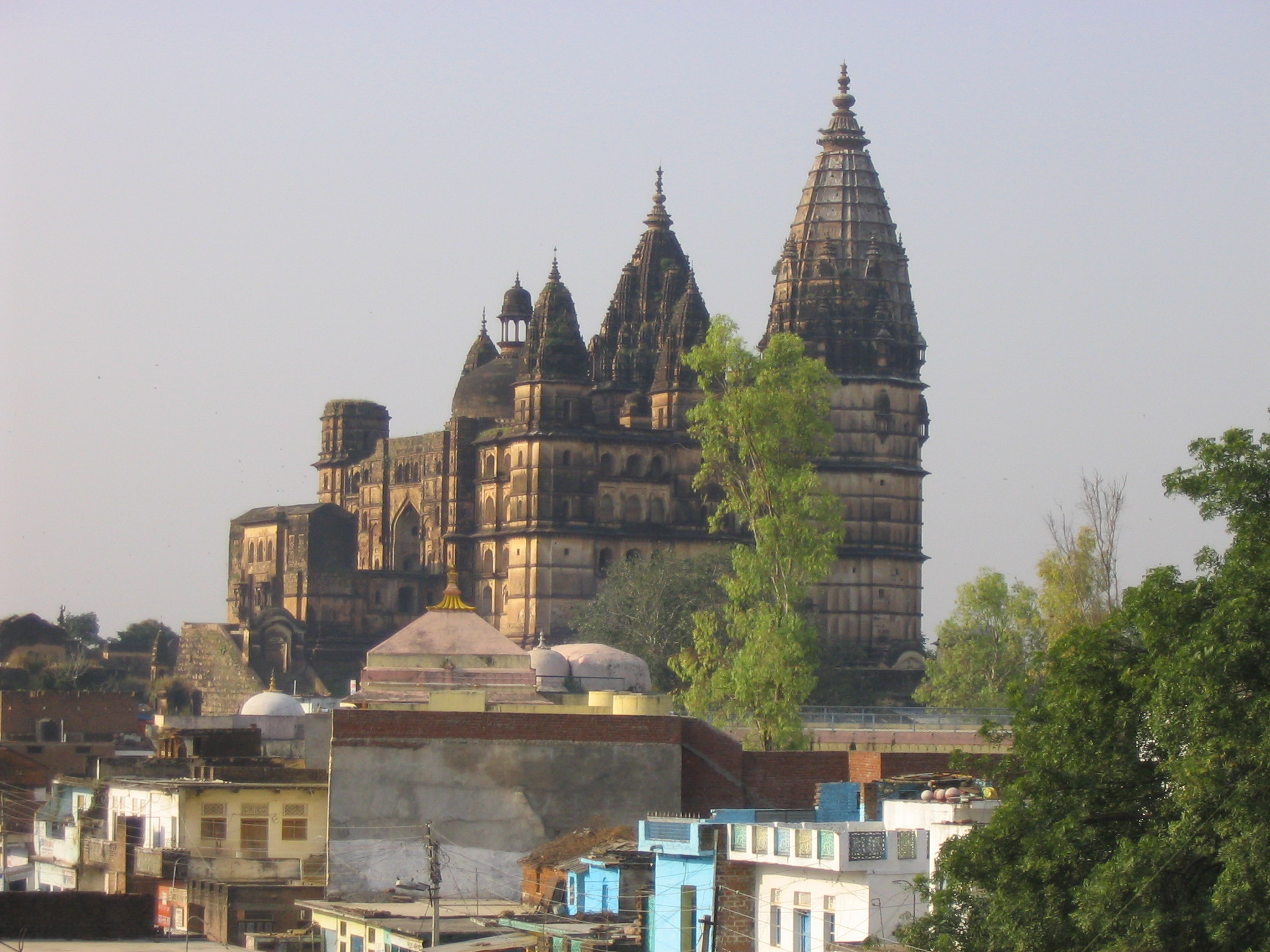
Орчха в Бунделкханде.

На территории штата находится ряд объектов Всемирного наследия ЮНЕСКО — это храмы Кхаджурахо, буддийские памятники — ступа Санчи и скальные пещеры Бхимбетки. Гвалиор, Индаур, Бхопал, Удджайн также являются крупными туристическими центрами.
Проводится кинофестиваль Калакари.